# بيتر تشن (عالم)
بيتر تشن (بالإنجليزية: Peter Chen) (و. 1947  م) هو عالم حاسوب، ومهندس، وأستاذ جامعي أمريكي، ولد في تاي شانغ، هو عضوٌ في معهد مهندسي الكهرباء والإلكترونيات، والأكاديمية الأوروبية للعلوم والآداب، ورابطة مكائن الحوسبة.

## التعليم
تعلم في جامعة هارفارد، وجامعة تايوان الوطنية، وكلية الهندسة والعلوم التطبيقية بجامعة هارفارد ‏.

## جوائز
حصل على جوائز منها:
- جائزة هاري إتش غود التذكارية [الإنجليزية]‏ (2003)
- جائزة ألن نيويل لجمعية النهوض بالذكاء الاصطناعي [الإنجليزية]‏ (2002)
- جائزة ستيفنز (2001)
- زمالة رابطة مكائن الحوسبة [الإنجليزية]‏ (1998)
- زمالة جمعية للآلات البرمجية
- زمالة معهد مهندسي الكهرباء والإلكترونيات
- زمالة الجمعية الأمريكية لتقدم العلوم.